# Louis Armary

a Compétitions nationales et continentales officielles uniquement.

b Matchs officiels uniquement.
Louis Armary, né le 24 juillet 1963 à Lourdes (Hautes-Pyrénées), est un joueur de rugby à XV français.

## Biographie
Louis Armary a occupé le poste de  pilier gauche au FC Lourdes, et en sélection nationale où il joua durant les saisons 1988, 1989 et 1990 fréquemment aux côtés de son compère de club Jean-Pierre Garuet-Lempirou (Armary occupa cependant le poste de talonneur durant l’édition 1990 du tournoi). Il mesure 1,83 m pour 102 kg. D'un poids modeste pour un pilier gauche international, il était cependant redouté dans l'épreuve de la mêlée fermée où sa technique et la puissance de son dos faisaient subir un véritable calvaire à ses adversaires.
Le 1er mai 1980, il participe au premier match des Barbarians français contre l'Écosse à Agen. Les Baa-Baas l'emportent 26 à 22.
Il a participé aux éditions 1987, 1991 et 1995 de la Coupe du monde. Il vainquit également les Sud-africains lors de la tournée de 1993, et les All Blacks lors de celle de 1994.
En mars 2015, il est élu conseiller départemental, du canton de la Vallée des Gaves en tandem avec Chantal Robin-Rodrigo. À la suite de son entrée au conseil départemental des Hautes-Pyrénées, il devient président de l'Office départemental des sports le 7 mai 2015.

## Palmarès
- 46 sélections avec l'équipe de France, du 28 mai 1987 (face à la Roumanie) au 17 juin 1995 (face à l'Afrique du Sud). 1 essai lors du second test-match de la tournée en Australie, le 24 juin 1990.
- Tournoi des Cinq Nations en 1988 (ex æquo avec le Pays de Galles), 1989 et 1993
- Championnat de France Groupe B en 1995 (FC Lourdes)

## Statistiques

### Tournoi des Cinq Nations
| Édition           | Rang | Résultats France | Résultats Armary | Matchs Armary |
| ----------------- | ---- | ---------------- | ---------------- | ------------- |
| Cinq Nations 1988 | 1    | 3 v, 0 n, 1 d    | 2 v, 0 n, 1 d    | 3/4           |
| Cinq Nations 1989 | 1    | 3 v, 0 n, 1 d    | 2 v, 0 n, 0 d    | 2/4           |
| Cinq Nations 1990 | 3    | 2 v, 0 n, 2 d    | 2 v, 0 n, 2 d    | 4/4           |
| Cinq Nations 1992 | 2    | 2 v, 0 n, 2 d    | 1 v, 0 n, 1 d    | 2/4           |
| Cinq Nations 1993 | 1    | 3 v, 0 n, 1 d    | 3 v, 0 n, 1 d    | 4/4           |
| Cinq Nations 1994 | 3    | 2 v, 0 n, 2 d    | 1 v, 0 n, 1 d    | 2/4           |
| Cinq Nations 1995 | 3    | 2 v, 0 n, 2 d    | 1 v, 0 n, 0 d    | 1/4           |

Légende : v = victoire ; n = match nul ; d = défaite ; la ligne est en gras quand il y a Grand Chelem.

### Coupe du monde
| Édition                            | Rang               | Résultats France | Résultats Armary | Matchs Armary |
| ---------------------------------- | ------------------ | ---------------- | ---------------- | ------------- |
| Nouvelle-Zélande et Australie 1987 | Finaliste          | 4 v, 1 n, 1 d    | 1 v, 0 n, 0 d    | 1/6           |
| Royaume-Uni 1991                   | Quart-de-finaliste | 3 v, 0 n, 1 d    | 1 v, 0 n, 0 d    | 1/4           |
| Afrique du Sud 1995                | Troisième          | 5 v, 0 n, 1 d    | 2 v, 0 n, 1 d    | 3/6           |

Légende : v = victoire ; n = match nul ; d = défaite.